# Ana Candioti
Ana María Candioti Márquez (Buenos Aires, 9 de julio de 1944) es una artista visual argentina-estadounidense reconocida por su trabajo en el realismo social. Su producción artística abarca pinturas, retratos, muralismo e investigaciones sobre pueblos originarios de América. Su obra se caracteriza por combinar metodologías etnográficas con expresión artística, bajo un enfoque que ella denomina "Arte y Testimonio".

## Trayectoria

### Formación
Inició su formación artística en 1960 en el taller de Domingo Méndez Terrero. Entre 1963 y 1968 estudió con Alberto Espada y Héctor Giuffré, ingresando posteriormente a la Escuela Nacional de Bellas Artes Prilidiano Pueyrredón. Complementó su formación con estudios en restauración artística en el Instituto de Museología de Argentina (1971-1978) bajo la dirección de Domingo Tellechea.

### Desarrollo artístico
Su trabajo se centra en la documentación de comunidades indígenas mediante observación participante y entrevistas, creando obras que reflejan su identidad cultural. Entre sus principales series destacan:
- Serie Andina (1980-1990) - sobre comunidades de la Quebrada de Humahuaca
- Maya Cultura Viva (2000) - investigación en Yucatán
- Serie Sami (2003) - sobre el pueblo nórdico sami
- Mujeres de la Tierra (2015) - retratos de mujeres indígenas

## Reconocimientos

### Premios destacados
- Primer Premio de Pintura - The Cove Rincon Prize (Miami, 1999)
- Premio Adquisición - Paso Boulevard Art Banners (Sacramento, 2006)
- Mención Especial - Salón Municipal Manuel Belgrano (Buenos Aires, 2016)

### Exposiciones relevantes
- Maya Cultura Viva - Museo Maya de Cancún (2000)
- Madres de la Tierra - Leal’s Gallery (Miami, 2008)
- 50 años de inmortalidad - DPL Gallery (Detroit, 2019)
- Retrospectiva - Museo de Arte Moderno de Buenos Aires (2022)

## Obra en colecciones
Sus trabajos forman parte de acervos institucionales como Pinacoteca del Banco de la Nación Argentina, Detroit Public Library, el Museo de la Energía Nuclear (Buenos Aires) y la Colección Universidad Internacional de Florida.

## Legado crítico
La obra de Candioti ha sido analizada por destacados críticos:
- Rafael Squirru la consideró "heredera del muralismo mexicano con mirada contemporánea"[4]
- Pérez Celis destacó su capacidad para "capturar la esencia antropológica del retrato"[5]
- Carol Damian (Universidad Internacional de Florida) resaltó su enfoque documental

## Galería

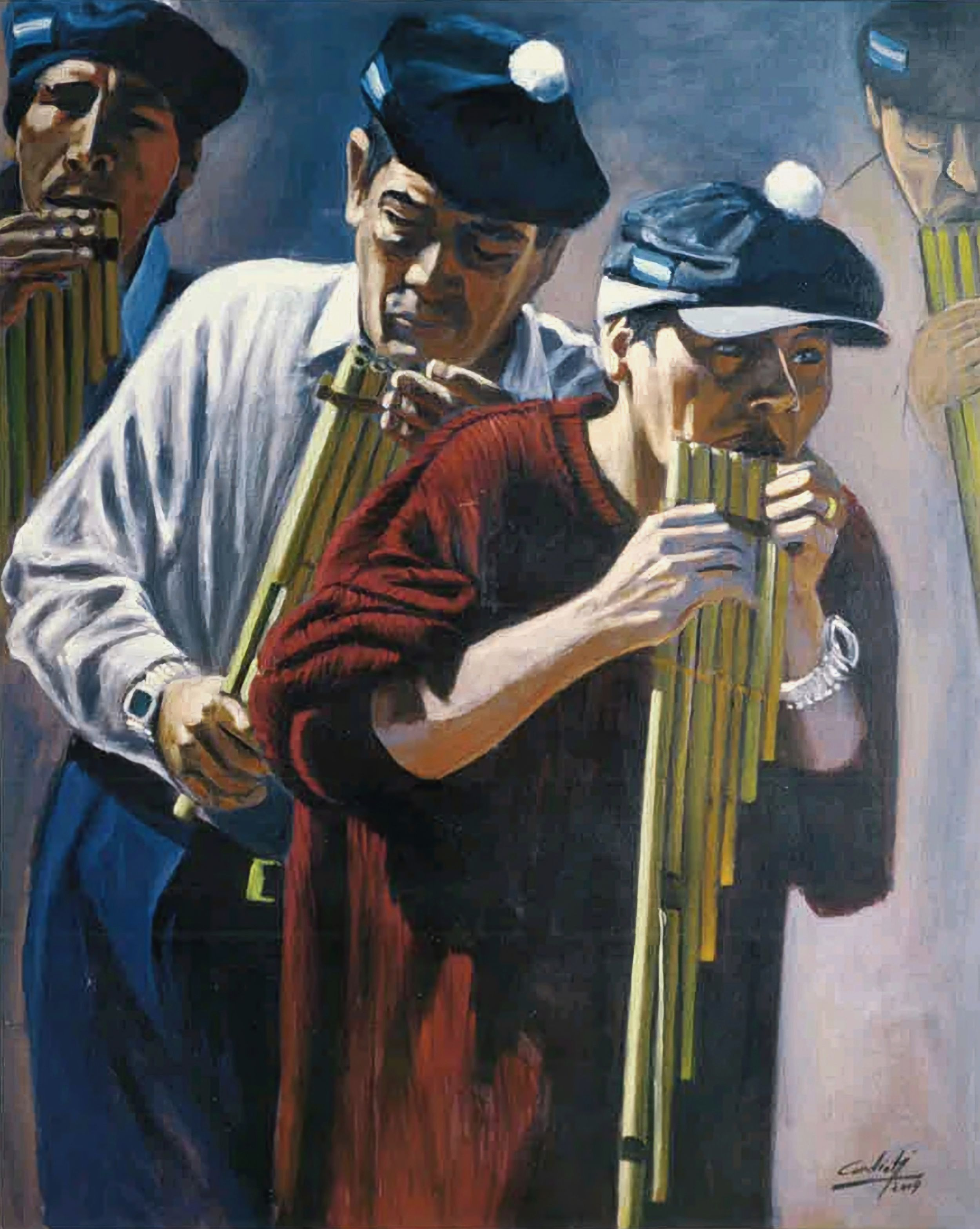
Sikuris (2007), parte de la colección del Banco de la Nación Argentina
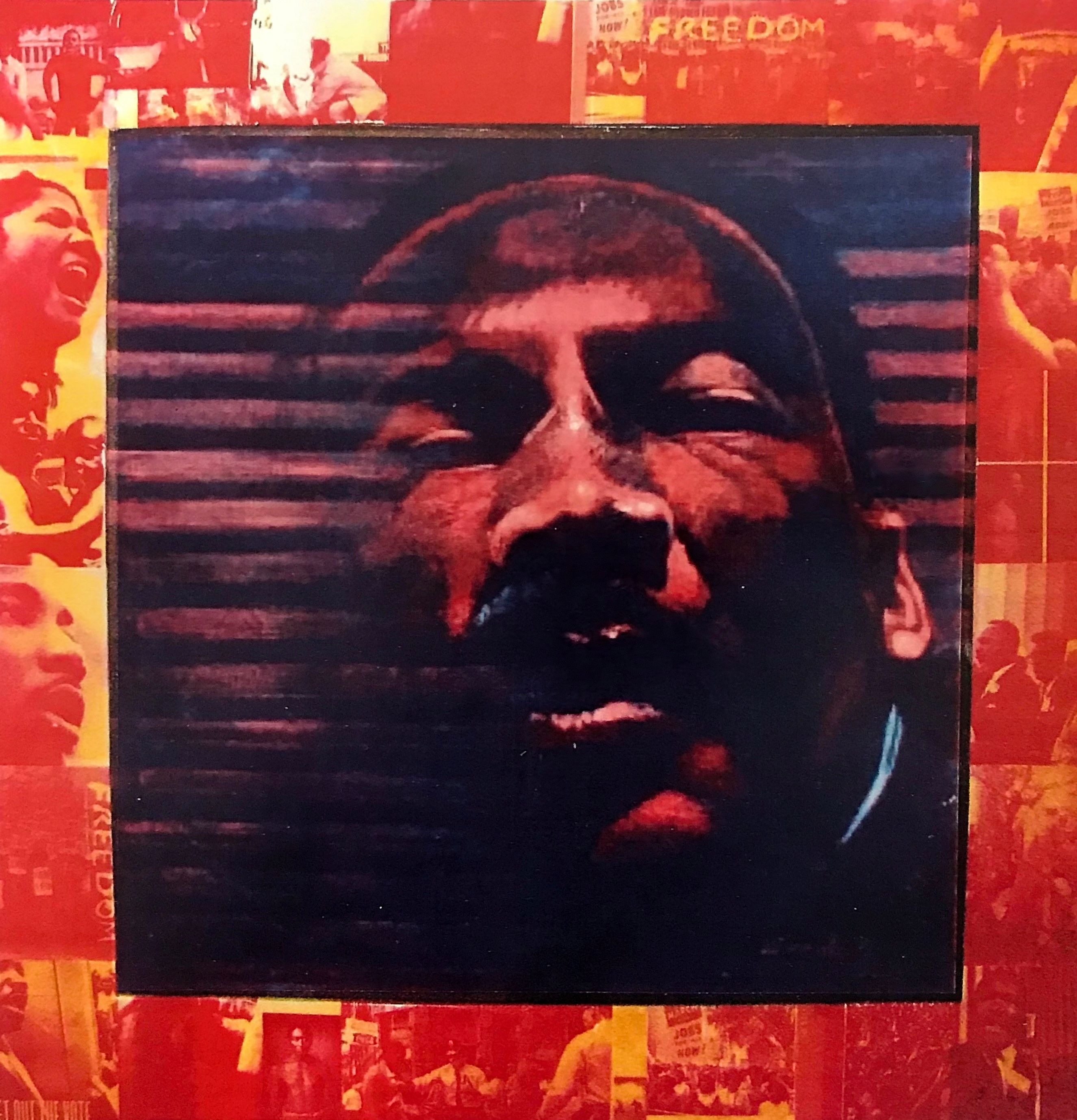
Libertad (2005), exhibida en la Biblioteca Pública de Detroit
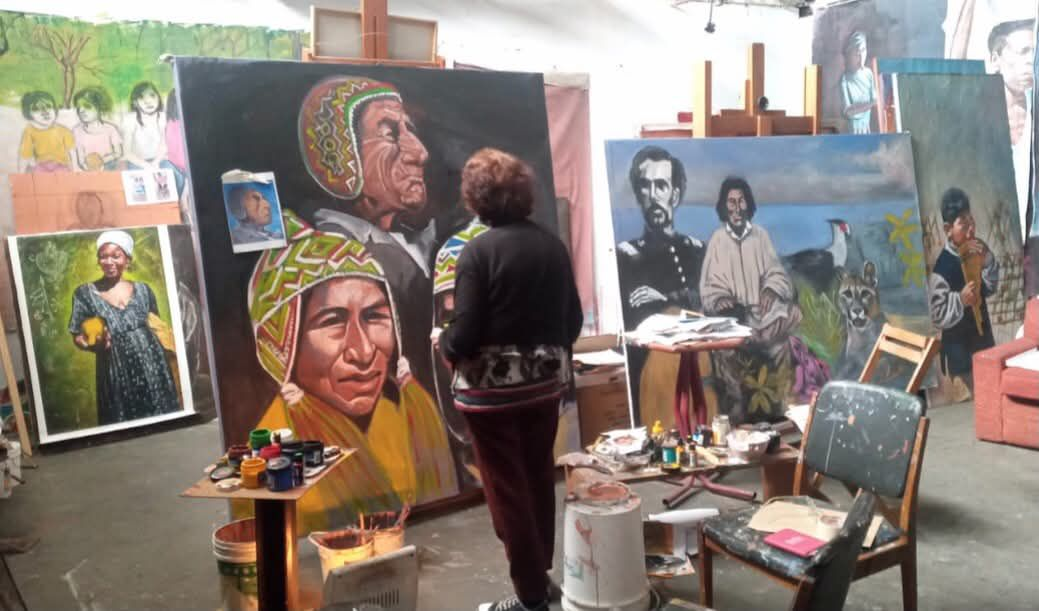
Ana Candioti en su estudio, 2015
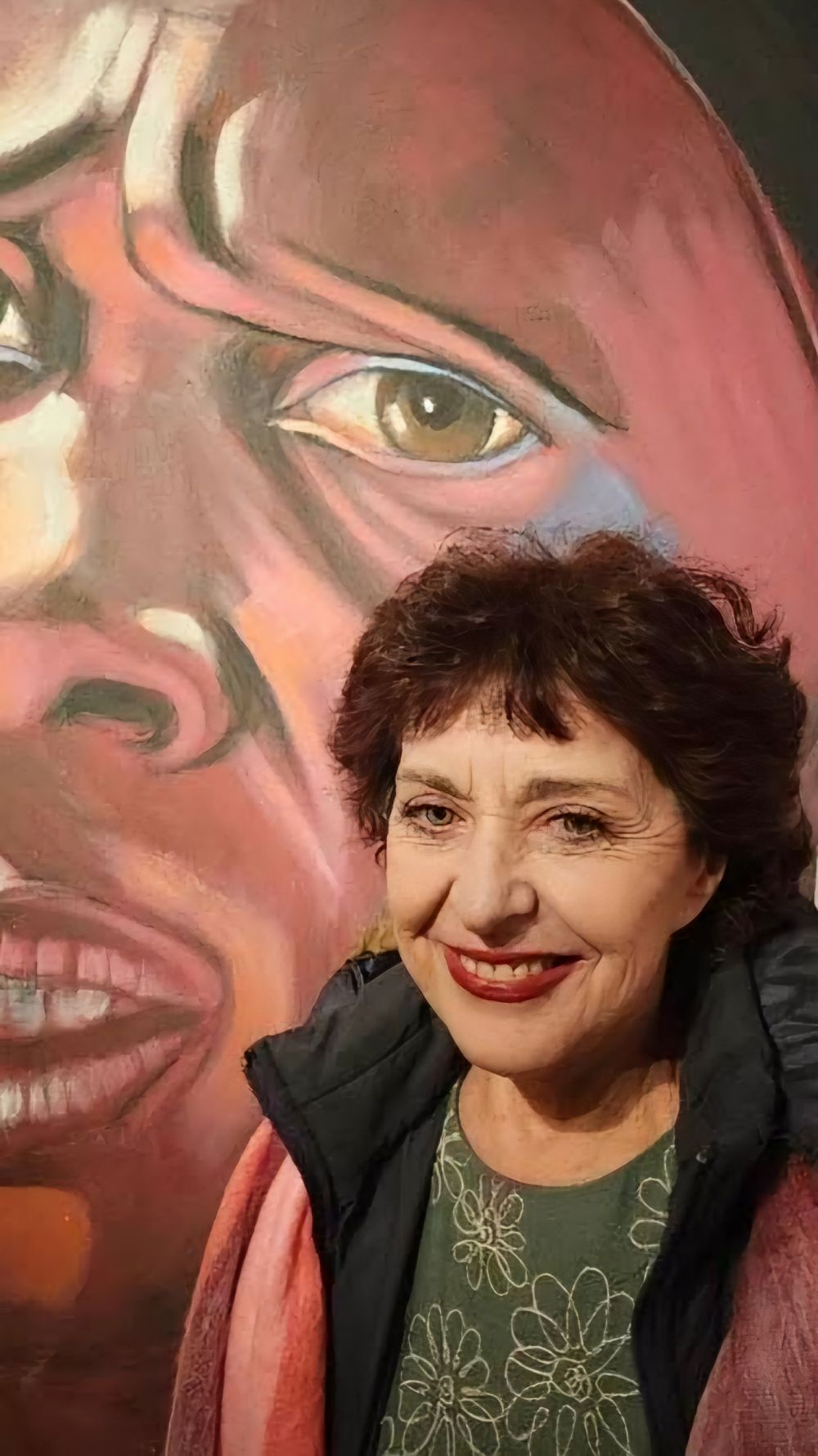
Ana Candioti 2025